# Royal Air Maroc
Royal Air Maroc er det nationale flyselskab fra Marokko. Selskabet er ejet af den marokanske stat og har hub på Casablanca lufthavn. Hovedkontoret er placeret ved Casablanca-Anfa Airport i landets største by Casablanca. Royal Air Maroc blev etableret i 1953.
Selskabet opererede i november 2011 ruteflyvninger til over 60 europæiske, amerikanske og afrikanske destinationer.

## Historie
Virksomheden blev grundlagt i 1953 under navnet Compagnie Cherifienne des Transports Aériens (CCTA) og startede indenrigsflyvninger med et tremotores Junkers Ju 52 fly. Disse fly blev snart erstattet af DC-3'ere og Lockheed Constellation. Navnet Royal Air Maroc blev ændret efter landets uafhængighed i 1956. Royal Air Maroc begyndte at flyve internationale ruter i 1957 fra hovedbasen i Casablanca.

## Flyflåde
I november 2011 bestod flåden i Royal Air Maroc af 52 fly med en gennemsnitsalder på 10.2 år. Deraf var der 42 eksemplarer af typen Boeing 737-800. Selskabet har bestilt to Boeing 787 Dreamliner til levering i slutningen af 2012.